# Umowa adhezyjna
Umowa adhezyjna – kategoria umów, których najważniejsze warunki określa jeden z kontrahentów, zwykle ekonomicznie silniejszy, występujący często w pozycji monopolistycznej, drugi natomiast może je zaakceptować i przystąpić do umowy lub zrezygnować z jej zawarcia. Cechą umów adhezyjnych jest ich powtarzalność, masowość i w zasadzie jednakowa treść.
Typowymi kontraktami adhezyjnymi są umowy zawierane przez konsumentów z przedsiębiorcą, który posługuje się ogólnymi warunkami umów. Przykładem może być np. zawarcie umowy ubezpieczenia samochodu lub kupna produktu w dużym sklepie (w małych sklepikach może istnieć możliwość targowania się – a zatem możliwość zmiany warunków umowy).